# 川尻友紀子
川尻 友紀子（かわしり ゆきこ、1977年6月4日 - ）は、埼玉県出身の日本の女性アナウンサー。元長崎文化放送、テレビ埼玉、東北放送のアナウンサー。

## 経歴
埼玉県加須市出身。東洋英和女学院大学卒業。
- 2001年4月[3] - 2004年3月[4] - 長崎文化放送。同期は松井陽子。
- 2005年4月 - 10月 - テレビ埼玉・契約アナウンサー
- 2006年5月 - 2011年9月[2] - 東北放送・報道制作局アナウンス部（兼）報道部所属

日本テレビアナウンススクール卒業生。過去には、日本テレビイベントコンパニオンもやっていた。
加須市市制施行55周年記念式典の司会をするため、出身地の加須市に帰省。中学高校の同級生から委嘱され、観光大使を務めている。
東北放送在籍時には、同僚アナウンサー6人とフリーアナウンサーのロジャー大葉で結成したバンド「Mic Breakers」のキーボード担当。
2010年11月に結婚。2011年9月限りで東北放送を退社し、北海道に引っ越すことが社内のブログにて発表された。2012年1月に女児を出産。

## 長崎文化放送時代の担当番組
- スーパーJチャンネルながさき[3]
- nccニュース[3]
- 朝だ!生です旅サラダ[7]

## テレビ埼玉時代の担当番組
- こんにちは県議会です
- TVSニュース

## 東北放送の過去の担当番組
- YAGIYAMA発 ラジオな気分（2006年7月 - 2007年3月）
- 夜も聞き耳（2006年10月 - 2007年3月24日）
- イブニング・ニュース TBC（2007年4月 - 2009年3月）
- 総力報道!THE NEWS TBC（2009年4月 - 2010年3月）
- Nスタみやぎ（2010年4月 - 2011年3月）
- ランチボックス-L（木曜・金曜担当、2011年4月7日 - 9月30日）